# 小行星8033
小行星8033（英語：8033）是一颗围绕太阳公转的小行星。1992年3月26日，上田清二、金田宏在钏路市发现了此天体。
这颗小行星的绝对星等为83.03213475450312等。